# Bœsenbiesen
Boesenbiesen – miejscowość i gmina we Francji, w regionie Grand Est, w departamencie Dolny Ren.
Według danych na rok 1990 gminę zamieszkiwało 239 osób, 63 os./km².